# Soča
Soča (udtalt [ˈsoːtʃa] på slovensk ) eller Isonzo ( italiensk: [iˈzontso]; andre navne friulisk: Lusinç, tysk: Sontig, latin: Aesontius eller Isontius ) er en 138 km lang flod, der løber gennem det vestlige Slovenien (96 km) og det nordøstlige Italien (43 km). [1]
Det er en alpeflod i karakter, hvis udspring ligger i Trenta-dalen i de julianske alper i det nordvestlige Slovenien, i en højde af 876 moh. [1] Floden løber forbi byerne Bovec, Kobarid, Tolmin, Kanal ob Soči, Nova Gorica (hvor den krydses af Solkan-broen) og Gorizia, og kommer ind i Adriaterhavet tæt på byen Monfalcone.
Før Første Verdenskrig løb floden parallelt med grænsen mellem Kongeriget Italien og det østrig-ungarske imperium. Under Første Verdenskrig var den scene for bitre kampe mellem de to lande, der kulminerede i slaget ved Caporetto i 1917.

## Navn
Floden blev nævnt i antikken som Aesontius, Sontius og Isontius. Senere attester inkluderer super Sontium (i 507-11), en flumine Isontio (1028), i Lisonçum (1261), en die Ysnicz (1401) og an der Snicz (ca. 1440). Det slovenske navn Soča er afledt af formen *Sǫťa, som er lånt fra latin (og romantik) Sontius. Til gengæld er dette sandsynligvis baseret på navnet Aisontia, formodentlig afledt af PIE- roden Hei̯s- 'hurtig, brusende', der henviser til en flod i hurtig bevægelse. En anden mulig oprindelse er den førromanske rod ai̯s- 'vand, flod'.

## Seværdigheder
På grund af sit smaragdgrønne vand markedsføres floden som "The Emerald Beauty." Det siges at være en af de sjældne floder i verden, der bevarer en sådan farve i hele deres længde. Giuseppe Ungaretti, en af de største italienske digtere, beskriver Isonzo i digtet "Floder."
Floden inspirerede digteren Simon Gregorčič til at skrive sit mest kendte digt Soči (Til Soča), et af mesterværkerne i slovensk poesi. Denne region tjente som lokation for Disney- filmen Narnia: Prins Caspian (film) fra 2008.
Floden er også kendt for marmorørreden (Salmo marmoratus); denne art er hjemmehørende i floder i det nordlige Adriaterhavsbassin, og den lever i det øvre løb af floden. Denne art er truet på grund af introduktionen af andre ikke-hjemmehørende ørredarter engang mellem Første Verdenskrig og Anden Verdenskrig. 

## Galleri
- Sočas udspring
- Hængebro i Spodnja Trenta
- Kløfter ved den øvre Soča
- Soča ovenfor mundingen af Koritnica
- Den øvre Sočadal ved Bovec
- Rafting på Soča
- Kort før Kobarid
- Alluviallandskab i den nedre Soča-dal nær Tolmin
- Opstemmet sø ved Most na Soči ved Idrijcas udmunding
- Byen Kanal ob Soči
- Soča-gennembruddet kort før Nova Gorica
- Start af det nedre løb ved Gorizia
- Tørkeramt Isonzo efter Gorizia
- Rester af romersk bro ved Mainizza (Farra d’Isonzo)
- Naturreservatet ved Sočas udmunding
- Heste i Camargue ved Isonzos udmunding